# Championnats d'Afrique d'escalade 2021
Navigation
Édition précédente
Les Championnats d'Afrique d'escalade 2021 sont la deuxième édition des Championnats d'Afrique d'escalade.  Ils se déroulent à Johannesbourg du 16 décembre 2021 au 18 décembre 2021. La compétition est qualificative pour les Jeux mondiaux de 2022.
Les sportifs engagés concourent en bloc, en difficulté et en vitesse.

## Podiums
| Épreuves          | Or                           | Argent                   | Bronze                  |
| ----------------- | ---------------------------- | ------------------------ | ----------------------- |
| Bloc hommes       | Mel Janse van Rensburg (RSA) | Christopher Cosser (RSA) | Matthew Grunewald (RSA) |
| Difficulté hommes | Mel Janse van Rensburg (RSA) | Matthew Grunewald (RSA)  | Olwethu Mkhwanazi (RSA) |
| Vitesse hommes    | Christopher Cosser (RSA)     | Fayzan Adroos (RSA)      | Sebastian Van Wyk (RSA) |
| Bloc femmes       | Lauren Mukheibir (RSA)       | Caitlyn Burwood (RSA)    | Aniya Holder (RSA)      |
| Difficulté femmes | Lauren Mukheibir (RSA)       | Jade Vogt (RSA)          | Aniya Holder (RSA)      |
| Vitesse femmes    | Lauren Mukheibir (RSA)       | Caitlyn Burwood (RSA)    | Danielle Visser (RSA)   |